# Psaltérion

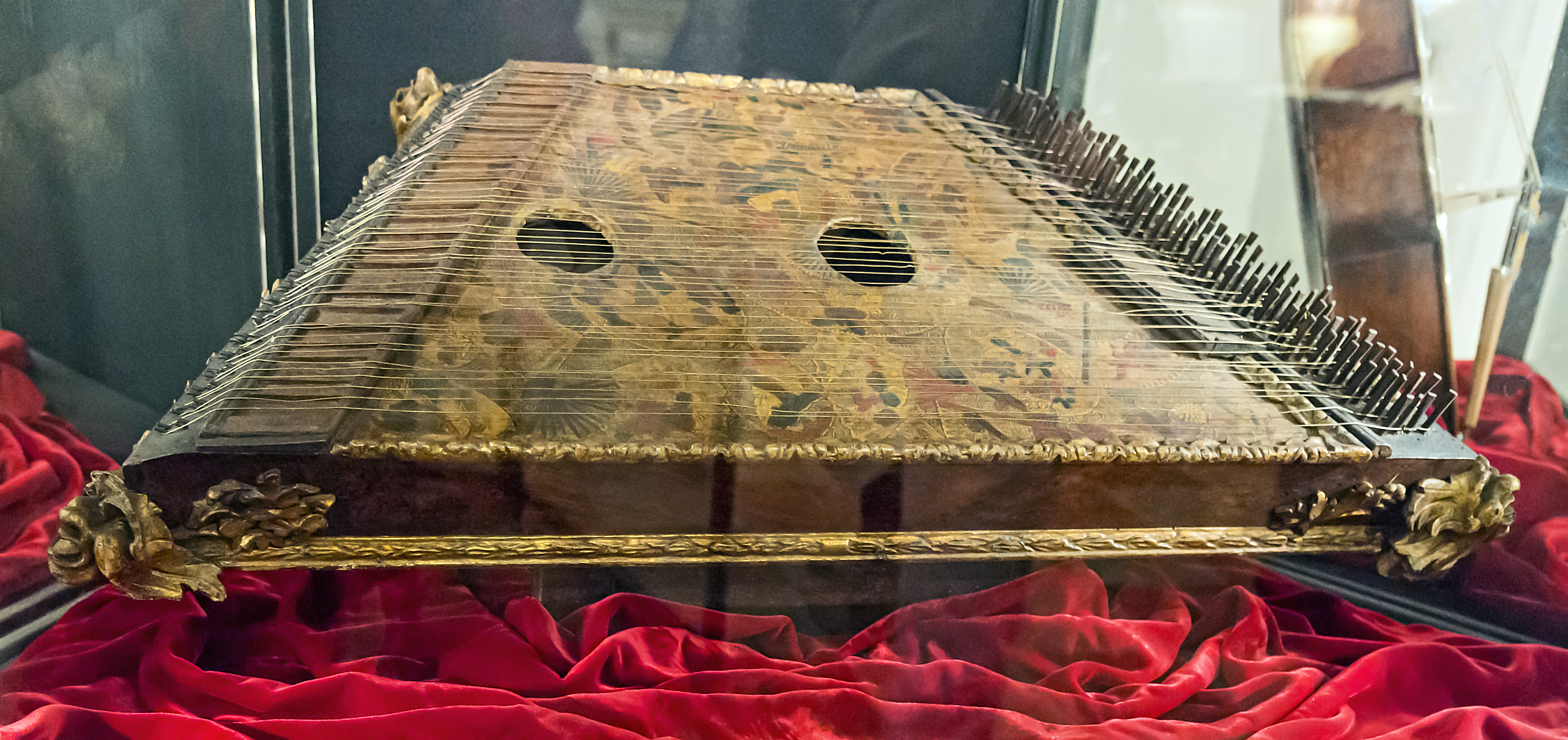
Psaltérion école vénitienne 1700.

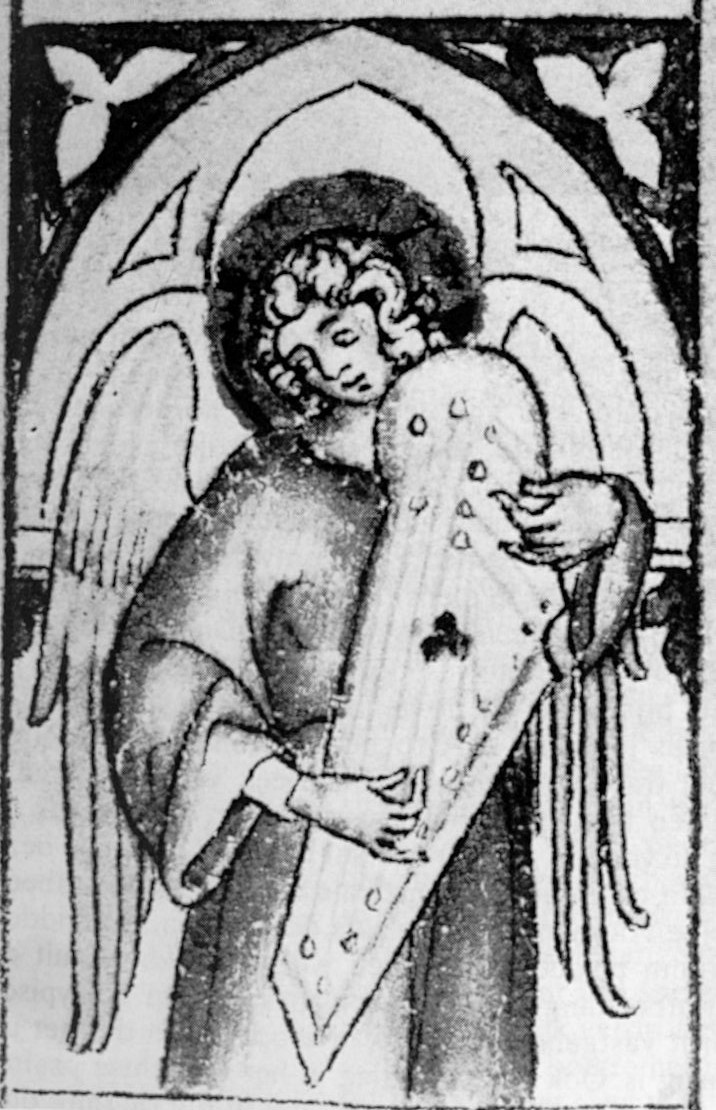
Psaltérion Ala Bohemica (aile de bohème).

Le psaltérion ou canon est un instrument de musique à cordes, pincées ou frottées, de la famille des cithares, qui date de la Grèce antique et qui réapparaît au Moyen Âge. Il est fréquemment représenté, illustré ou sculpté à partir du XIIe siècle.

## Étymologie et histoire
Le nom de l'instrument vient de Psaltérion, mot qui désigne un instrument à cordes et qui provient du ψαλτήριον / psaltḗrion, mot lui-même dérivé du verbe ψάλλω / psállō, « pincer les cordes d'un instrument ». Plutarque rapporte que Thémistocle déclara: « Je ne sais ni accorder une lyre ni manier un psaltérion, mais si l'on me confie une cité petite et obscure, je la rends célèbre et grande. » Il est probable aussi qu'à l'époque de Plutarque, que c'était plutôt des femmes, parfois des courtisanes, qui jouaient de cet instrument.
On en trouve une description au Ve siècle. Il porte alors les noms de nabulon ou decacordum. Psalterion ou canon les remplacent vers la fin du Moyen Âge.
Dans la même famille, on trouve le mot ψαλμός / psalmós qui désigne, lui, un air joué sur le psaltérion. Le mot psalmos sera repris dans la traduction grecque dite de la Septante, vers 270 av. J.-C. Par ailleurs, le nom de l'instrument, psalterion, servira aussi à donner son titre en grec au Psautier, à savoir le recueil des Psaumes. Au Moyen Âge, le psaltérion sera utilisé pour accompagner des chants de psaumes.
Aux instruments originels, en forme d'un trapèze, succèdent des modèles dont les côtés sont incurvés. On en jouait des deux mains, le psaltérion posé sur les genoux ou contre la poitrine. Il est souvent monté avec des cordes doubles à l'unisson, en accordage diatonique. Pour jouer à "cordes pincées", les cordes doivent être fines et touchées avec les doigts ou un plectre. Avec des cordes plus grosses, les notes sont obtenues en les frappant. Le demi psaltérion est baptisé micanon,.

## Usage actuel
On trouve des psaltérions parmi les instruments d'orchestres folkloriques d'Europe du Nord : kantele finlandais, kandele carélien, kokle letton, gousli russe, kanklės lituanien...

## Présentation

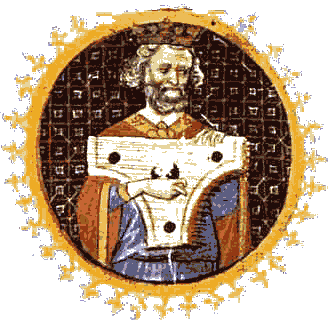
Manière de tenir le psaltérion.

Ses cordes, initialement en boyaux puis faites de métal, sont fixées par des chevilles au-dessus d'une caisse de résonance plate, comme la cithare dont il est en réalité une des formes sur table. Son cadre est triangulaire ou trapézoïdal, avec de nombreuses variations de forme comme le groin de porc (une sorte de trapèze dont les petits côtés s'incurvent vers l'intérieur). Les cordes vont par paires pour chaque note, et sont montées tête-bêche.
Le psaltérion est très proche structurellement du tympanon. On en connaît au Moyen-Orient une version plus grande, le qanûn (sans doute du grec Kanon, qui a donné canon en Occident), qui continue d'être utilisé dans les orchestres. Ce qanûn est lui-même peut-être dérivé d'un instrument monocorde utilisé pour étudier les intervalles en musique et connu déjà de Pythagore. C'est lui qui est l'ancêtre du  psaltérion.
Il est possible d'en jouer en pinçant les cordes avec les doigts ou avec un plectre (en plume d'oie), ou bien en les frottant avec un archet. On peut également frapper les cordes avec le bois de l'archet ou des petits marteaux, ce qui est peut-être à l'origine du tympanon. L'instrument est joué en appui sur les genoux ou relevé contre la poitrine.
Le psaltérion est probablement l'ancêtre du clavecin, par l'adaptation sur l'instrument d'un clavier, invention qui semble dater du XIVe siècle.

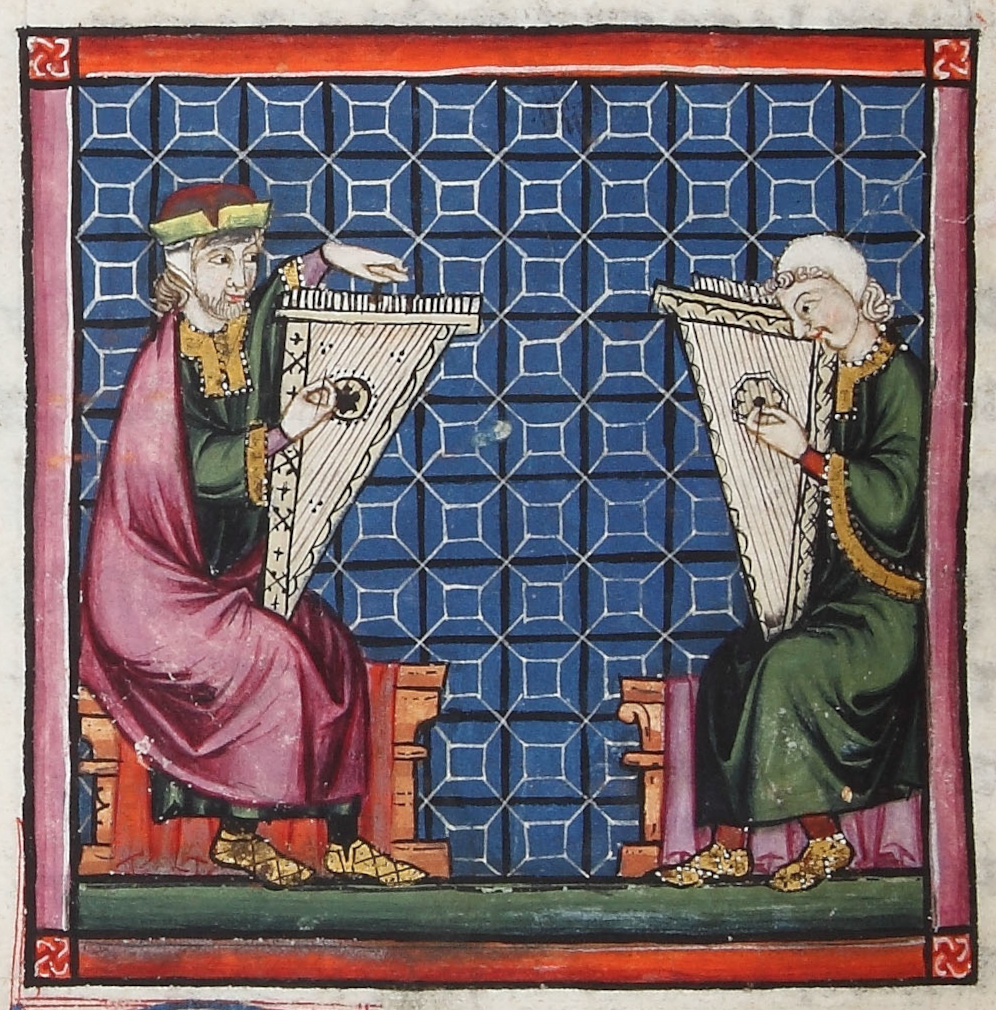
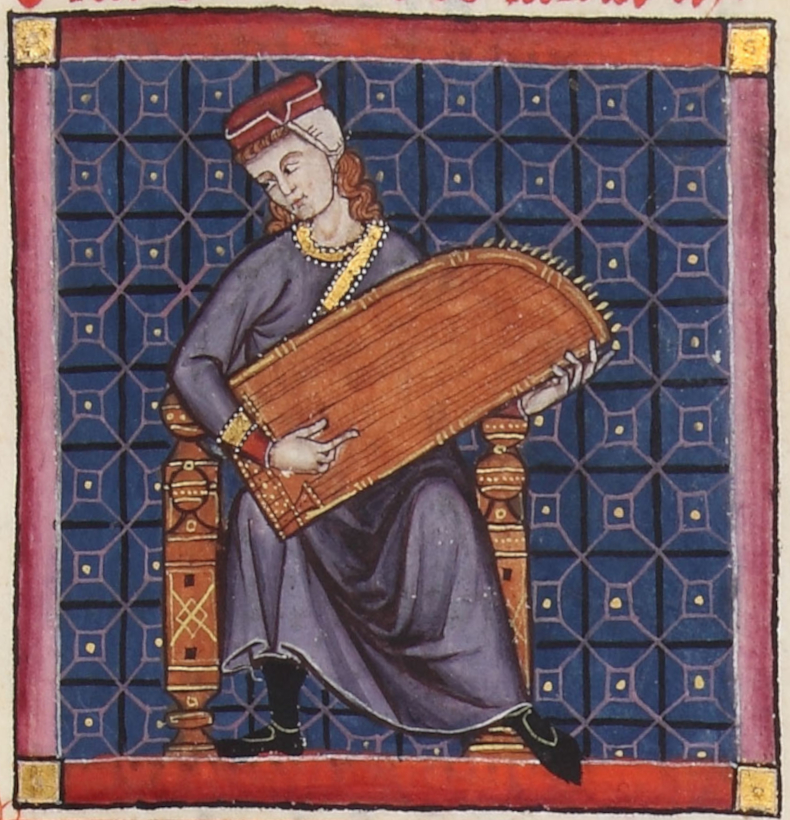
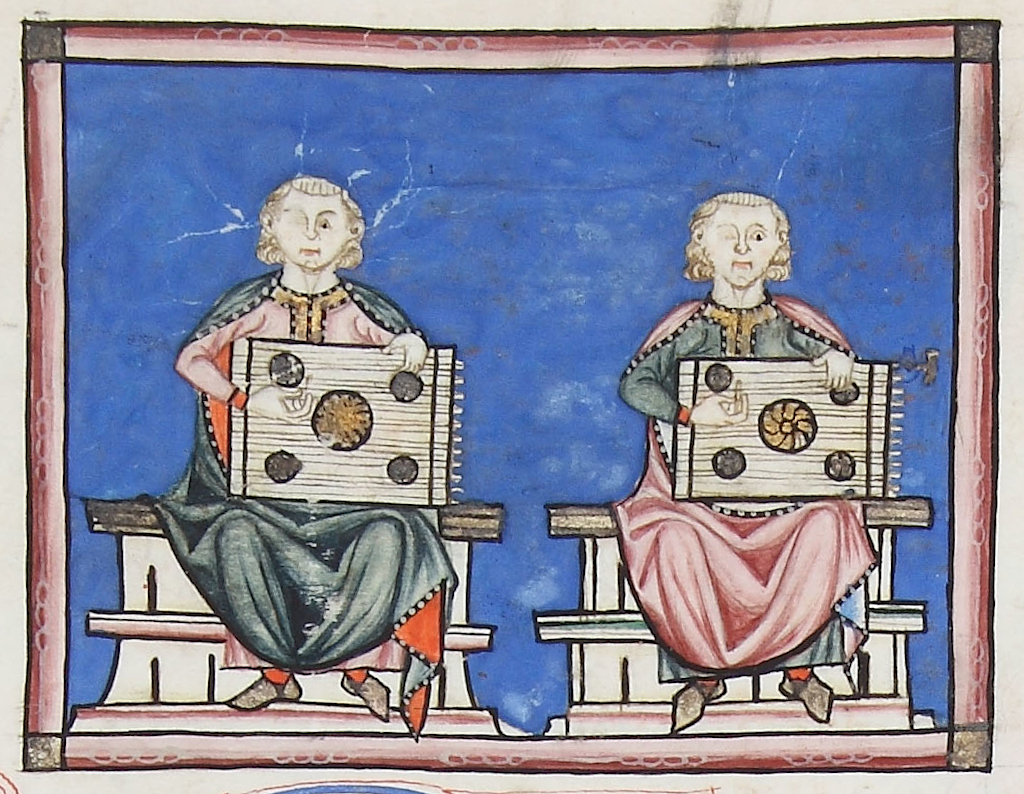
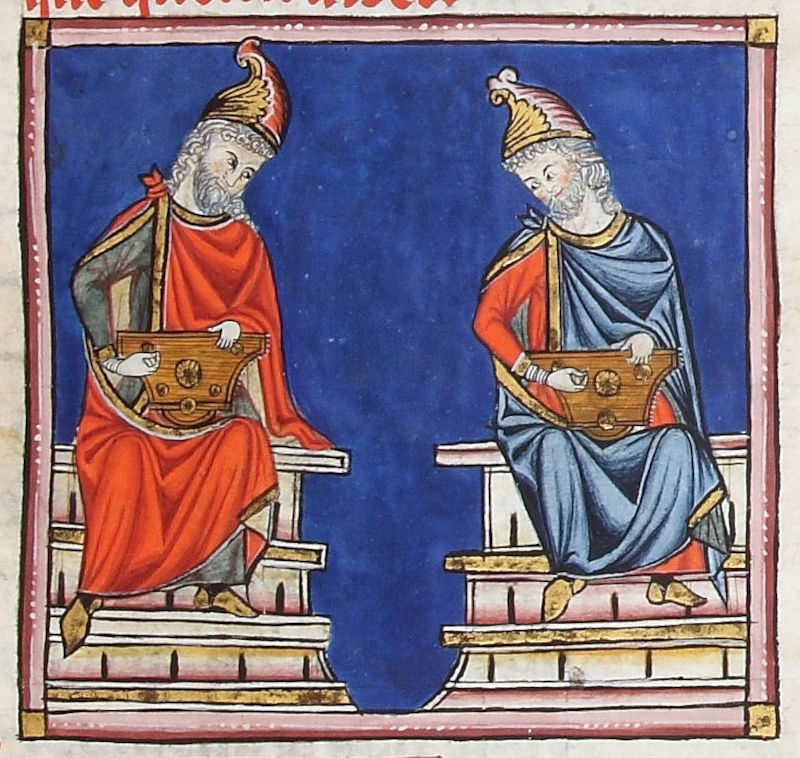
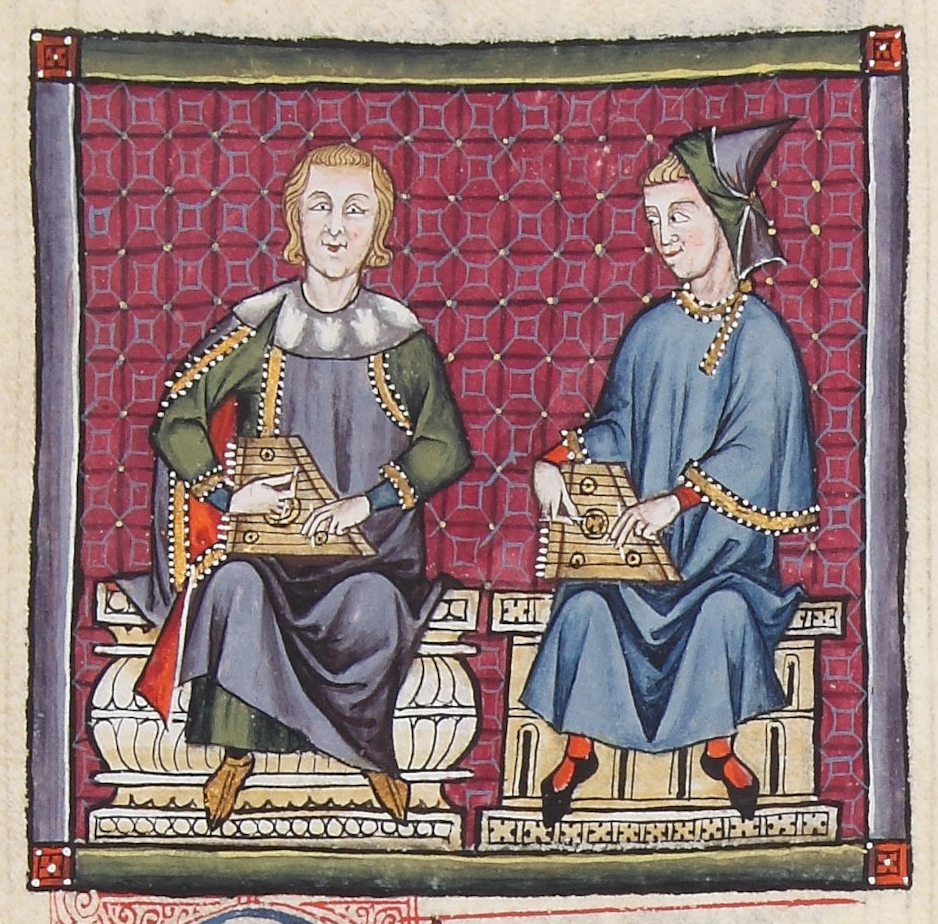

### Psaltérion folklorique mexicain
Au Mexique, cet instrument baptisé aussi « saltério mexicain », est couramment utilisé dans le folklore aux côtés de la Marimba et des Mariachis traditionnels, jouant notamment des valses, polkas, zapateados et cumbias, dans bien souvent les mêmes compositions, ou pouvant même s'adapter à quelques chansons de variété.
Il est parfois accompagné d'un grand orchestre d'ambiance avec  violons.
Parmi les plus célèbres interprètes ayant joué sur disque, figurent le maestro Pedro Ruis ou Raoul Diaz.

### Psaltérion de monastère
Les psalmodies dont est issu le nom psaltérion sont propres au chant religieux ; d'ailleurs l'instrument accompagnait les psaumes chantés dans les monastères et couvents. Philippe Bestion de Camboulas renoue avec cette tradition en jouant régulièrement, à la cathédrale de Quimper, sur un instrument à 121 cordes, provenant de l'abbaye d'En-Calcat. Il a appris à en jouer auprès de Catherine Weidemann, seule professeure en Europe à donner des leçons en Allemagne, Suisse, Espagne et France.

### Discographie
- 2023 : Vivaldi's Salterio. Franziska Fleischanderl (psaltérion), Il Dolce Conforto. Éditeur : Christophorus.
- 2017 : Sacred Salterio - Lamentations of the Holy Week. Franziska Fleischanderl (psaltérion), Miriam Feuersinger (soprano), Il Dolce Conforto. Éditeur : Christophorus.
- 2009 : L'Art du psaltérion. Maurice Guis, Les musiciens de Provence. Maurice Guis, Les musiciens de Provence, « L'Art du psaltérion », sur Deezer, Arion, 28 septembre 2009 (consulté le 22 janvier 2011).
- Le Saltério mexicain, Maestro Pedro Ruiz, saltério, Felipe Ruiz, guitare, Manuel Ruiz, basse, disques Arion, prise de son : Gérard Krémer (1972). (OCLC 77389246).
- Mexique insolite, Raúl Diaz, Le mage du saltério, 33 tours supervisé par Pierre-Marcel Ondher (1965)